# Albo d'oro della Lamar Hunt U.S. Open Cup

## Albo d'oro
| Stagione | Vincitore                                                 | Risultato                                                 | Finalista                                                 | Sede della finale                                                                                  |
| -------- | --------------------------------------------------------- | --------------------------------------------------------- | --------------------------------------------------------- | -------------------------------------------------------------------------------------------------- |
| 1913-14  | Brooklyn Field Club                                       | 2-1                                                       | Brooklyn Celtic                                           | Coates Field (Pawtucket)                                                                           |
| 1914-15  | Bethlehem Steel                                           | 3-1                                                       | Brooklyn Celtic                                           | Taylor Field (Bethlehem)                                                                           |
| 1915-16  | Bethlehem Steel                                           | 1-0                                                       | Fall River Rovers                                         | Coates Field (Pawtucket)                                                                           |
| 1916-17  | Fall River Rovers                                         | 1-0                                                       | Bethlehem Steel                                           | Coates Field (Pawtucket)                                                                           |
| 1917-18  | Bethlehem Steel                                           | 2-2 (d.t.s.) 3-0                                          | Fall River Rovers                                         | Coates Field (Pawtucket) Federal League Baseball Grounds (Harrison)                                |
| 1918-19  | Bethlehem Steel                                           | 2-0                                                       | Paterson F.C.                                             | Athletic Field (Fall River)                                                                        |
| 1919-20  | Ben Millers                                               | 2-1                                                       | Fore River Rovers                                         | Handlan's Park (Saint Louis)                                                                       |
| 1920-21  | Brooklyn Robins Dry Dock                                  | 4-2                                                       | Scullin Steel                                             | Athletic Field (Fall River)                                                                        |
| 1921-22  | Scullin Steel                                             | 3-2                                                       | Brooklyn Todd Shipyards                                   | High School Field (Saint Louis)                                                                    |
| 1922-23  | Paterson F.C.                                             | 2-2 (d.t.s.)                                              | Scullin Steel                                             | Harrison Field (Harrison)                                                                          |
| 1923-24  | Fall River                                                | 4-2                                                       | Vesper Buick                                              | High School Field (Saint Louis)                                                                    |
| 1924-25  | Shawsheen Indians                                         | 3-0                                                       | Canadian Club                                             | Mark's Stadium (Tiverton)                                                                          |
| 1925-26  | Bethlehem Steel                                           | 7-2                                                       | Ben Millers                                               | Ebbets Field (Brooklyn)                                                                            |
| 1927     | Fall River                                                | 7-0                                                       | Holley Carburetor                                         | University of Detroit Stadium (Detroit)                                                            |
| 1928     | N.Y. Nationals                                            | 1-1 (d.t.s.) 3-0                                          | Bricklayers F.C.                                          | Polo Grounds (New York) Soldier Field (Chicago)                                                    |
| 1928-29  | New York Hakoah                                           | 2-0 3-0                                                   | Madison Kennels                                           | Sportsman's Park (Saint Louis) Dexter Park (Brooklyn)                                              |
| 1929-30  | Fall River                                                | 7-2 2-1                                                   | Bruell Insurance                                          | Polo Grounds (New York) Luna Park (Cleveland)                                                      |
| 1931     | Fall River                                                | 6-2 1-1 2-0                                               | Bricklayers F.C.                                          | Polo Grounds (New York) Mills Stadium (Chicago) Sparta Field (Chicago)                             |
| 1932     | N. Bedford Whalers                                        | 3-3 5-2                                                   | Stix, Baer and Fuller F.C.                                | Sportsman's Park (Saint Louis)                                                                     |
| 1933     | Stix, Baer and Fuller F.C.                                | 1-0 2-1                                                   | N.Y. Americans                                            | Sportsman's Park (Saint Louis) Starlight Park (New York)                                           |
| 1934     | Stix, Baer and Fuller F.C.                                | 4-2 (d.t.s.) 2-3 5-0                                      | Pawtucket Rangers                                         | Walsh Memorial Stadium (Saint Louis) Coates Field (Pawtucket) Walsh Memorial Stadium (Saint Louis) |
| 1935     | Central Breweries                                         | 5-2 1-1 (d.t.s.) 1-3                                      | Pawtucket Rangers                                         | Walsh Memorial Stadium (Saint Louis) Coates Field (Pawtucket) Newark School Stadium (Newark)       |
| 1936     | German-Americans                                          | 2-2 3-0                                                   | St. Louis Shamrocks                                       | Walsh Memorial Stadium (Saint Louis) Rifle Club Grounds (Filadelfia)                               |
| 1937     | N.Y. Americans                                            | 0-1 4-2                                                   | St. Louis Shamrocks                                       | Public Schools Stadium (Saint Louis) Starlight Park (New York)                                     |
| 1938     | Chicago Sparta                                            | 3-0 3-2                                                   | St. Mary's Celtic                                         | Sparta Stadium (Chicago) Starlight Park (New York)                                                 |
| 1938-39  | St. Mary's Celtic                                         | 1-0 4-1                                                   | Manhattan Beer                                            | Sparta Stadium (Chicago) Starlight Park (New York)                                                 |
| 1939-40  | Baltimore S.C. Chicago Sparta                             | [ 3 ]                                                     |                                                           | |
| 1940-41  | Pawtucket F.C.                                            | 4-2 4-3 (d.t.s.)                                          | Chrysler F.C.                                             | (Pawtucket) (Detroit)                                                                              |
| 1942     | Gallatin Sport Club                                       | 2-1 4-2                                                   | Pawtucket F.C.                                            | Legion Field (Donora) Coates Field (Pawtucket)                                                     |
| 1943     | Brooklyn Hispano                                          | 2-2 (d.t.s.) 3-2                                          | Morgan Strasser                                           | Starlight Park (New York)                                                                          |
| 1944     | Brooklyn Hispano                                          | 4-0                                                       | Morgan Strasser                                           | Polo Grounds (New York)                                                                            |
| 1945     | Brookhattan                                               | 4-1 2-1                                                   | Cleveland Americans                                       | Starlight Park (New York) Shaw Field (Cleveland)                                                   |
| 1946     | Chicago Viking A.A.                                       | 1-1 2-1                                                   | Ponta Delgada                                             | Mark's Stadium (Tiverton) Comiskey Park (Chicago)                                                  |
| 1947     | Ponta Delgada                                             | 6-1 3-2                                                   | Chicago Sparta                                            | (Fall River) Sparta Stadium (Chicago)                                                              |
| 1948     | Simpkins-Ford                                             | 3-2                                                       | Brookhattan                                               | Sportsman's Park (Saint Louis)                                                                     |
| 1949     | Morgan Strasser                                           | 0-1 4-2                                                   | Philadelphia Nationals                                    | Holmes Stadium (Philadelphia) Bridgeville Park (Pittsburgh)                                        |
| 1950     | Simpkins-Ford                                             | 2-0 1-1                                                   | Ponta Delgada                                             | (Saint Louis) (Tiverton)                                                                           |
| 1951     | N.Y. German Hungarian S.C.                                | 2-4 6-2 (d.t.s.)                                          | Heidelberg S.C.                                           | (Pittsburgh) Metropolitan Oval (New York)                                                          |
| 1952     | Harmarville Hurricanes                                    | 3-4 4-1 (d.t.s.)                                          | Philadelphia Nationals                                    | (Philadelphia) (Harmarville)                                                                       |
| 1953     | Chicago Falcons                                           | 2-0 1-0                                                   | Harmarville Hurricanes                                    | Sparta Stadium (Chicago) (Harmarville)                                                             |
| 1954     | N.Y. Americans                                            | 1-1 2-0                                                   | St. Louis Kutis                                           | (Saint Louis) Triborough Stadium (Randall's Island)                                                |
| 1955     | N.Y. Eintracht S.C.                                       | 2-0                                                       | Danish-American                                           | Rancho La Cienega Stadium (Los Angeles)                                                            |
| 1956     | Harmarville Hurricanes                                    | 0-1 3-1 (d.t.s.)                                          | Chicago Schwaben                                          | Winnemac Park Stadium (Chicago) Consumer Field (Harmarville)                                       |
| 1957     | St. Louis Kutis                                           | 3-0 3-1                                                   | New York Hakoah                                           | (Saint Louis) Zerega Oval (New York)                                                               |
| 1958     | Los Angeles Kickers                                       | 2-1 (d.t.s.)                                              | Baltimore Pompei                                          | Kirk Avenue Stadium (Baltimore)                                                                    |
| 1959     | McIlvaine Canvasbacks                                     | 4-3                                                       | Fall River                                                | Rancho La Cienega Stadium (Los Angeles)                                                            |
| 1960     | Ukrainian Nationals                                       | 5-3 (d.t.s.)                                              | Los Angeles Kickers                                       | Edison Field (Philadelphia)                                                                        |
| 1961     | Ukrainian Nationals                                       | 2-2 5-2                                                   | L.A. United Scots                                         | Rancho La Cienega Stadium (Los Angeles) (Philadelphia)                                             |
| 1962     | New York Hungaria                                         | 3-2                                                       | San Francisco Scots                                       | Eintracht Oval (New York)                                                                          |
| 1963     | Ukrainian Nationals                                       | 1-0 (d.t.s.)                                              | L.A. Armenian S.C.                                        | (Philadelphia)                                                                                     |
| 1964     | Los Angeles Kickers                                       | 2-2 (d.t.s.) 2-0                                          | Ukrainian Nationals                                       | Cambria Field (Philadelphia) Wrigley Field (Los Angeles)                                           |
| 1965     | N.Y. Ukrainians                                           | 1-1 4-1 (d.t.s.)                                          | Chicago Hansa                                             | Ukrainians Field (New York) Hanson Stadium (Chicago)                                               |
| 1966     | Ukrainian Nationals                                       | 1-0 3-0                                                   | Orange County SC                                          | Rancho La Cienega Stadium (Los Angeles) (Philadelphia)                                             |
| 1967     | N.Y. Greek American                                       | 4-2                                                       | Orange County SC                                          | Eintracht Oval (New York)                                                                          |
| 1968     | N.Y. Greek American                                       | 1-1 1-0                                                   | Olympic S.C.                                              | Hanson Stadium (Chicago) Eintracht Oval (New York)                                                 |
| 1969     | N.Y. Greek American                                       | 1-0                                                       | Montebello Armenians                                      | |
| 1970     | Elizabeth S.C.                                            | 2-1                                                       | Los Angeles Croatia                                       | (New York)                                                                                         |
| 1971     | New York Hota                                             | 6-4 (d.t.s.)                                              | San Pedro Yugoslavs                                       | Rancho La Cienega Stadium (Los Angeles)                                                            |
| 1972     | Elizabeth S.C.                                            | 1-0                                                       | San Pedro Yugoslavs                                       | (Union)                                                                                            |
| 1973     | Maccabi L.A.                                              | 5-3 (d.t.s.)                                              | Cleveland Inter                                           | Rancho La Cienega Stadium (Los Angeles)                                                            |
| 1974     | N.Y. Greek American                                       | 2-0                                                       | Chicago Croatian                                          | (New York)                                                                                         |
| 1975     | Maccabi L.A.                                              | 1-0                                                       | Inter-Giuliana                                            | El Camino College (Torrance)                                                                       |
| 1976     | S.Francisco IAC                                           | 1-0                                                       | Inter-Giuliana                                            | |
| 1977     | Maccabi L.A.                                              | 5-1                                                       | UGH                                                       | |
| 1978     | Maccabi L.A.                                              | 2-0                                                       | B. Vasco da Gama                                          | |
| 1979     | Brooklyn Dodgers S.C.                                     | 2-1                                                       | Chicago Croatian                                          | |
| 1980     | Pancyprian F.                                             | 3-2                                                       | Maccabi L.A.                                              | |
| 1981     | Maccabi L.A.                                              | 5-1                                                       | Brooklyn Dodgers S.C.                                     | |
| 1982     | Pancyprian F.                                             | 4-3 (d.t.s.)                                              | Maccabi L.A.                                              | |
| 1983     | Pancyprian F.                                             | 4-3                                                       | St. Louis Kutis                                           | |
| 1984     | New York A.O. Krete                                       | 4-2                                                       | San Pedro Yugoslavs                                       | St. Louis Soccer Park (Fenton)                                                                     |
| 1985     | Greek-American A.C.                                       | 2-1                                                       | St. Louis Kutis                                           | |
| 1986     | St. Louis Kutis                                           | 1-0                                                       | San Pedro Yugoslavs                                       | (Long Beach)                                                                                       |
| 1987     | Wash. C. España                                           | 0-0 (3-2 d.c.r.)                                          | Seattle M. Eagles                                         | St. Louis Soccer Park (Fenton)                                                                     |
| 1988     | Busch SC                                                  | 2-1 (d.t.s.)                                              | Greek-American A.C.                                       | St. Louis Soccer Park (Fenton)                                                                     |
| 1989     | St. Petersburg Kickers                                    | 2-1 (d.t.s.)                                              | N.Y. Greek American                                       | St. Louis Soccer Park (Fenton)                                                                     |
| 1990     | Chicago Eagles                                            | 2-1                                                       | Brooklyn Italians                                         | Kuntz Stadium (Indianapolis)                                                                       |
| 1991     | Brooklyn Italians                                         | 1-0                                                       | Richardson Rockets                                        | Brooklyn College (New York)                                                                        |
| 1992     | San Jose Oaks                                             | 2-1                                                       | B. Vasco da Gama                                          | Indianapolis Soccer Stadium (Indianapolis)                                                         |
| 1993     | C.D. Mexico                                               | 5-0                                                       | UGH                                                       | Kuntz Stadium (Indianapolis)                                                                       |
| 1994     | Greek-American A.C.                                       | 3-0                                                       | Bavarian SC                                               | UGH Field (Oakford)                                                                                |
| 1995     | Richmond Kickers                                          | 1-1 (4-2 d.c.r.)                                          | El Paso Patriots                                          | SISD Student Activities Center (El Paso)                                                           |
| 1996     | D.C. United                                               | 3-0                                                       | Rochester Rhinos                                          | RFK Stadium (Washington)                                                                           |
| 1997     | Dallas Burn                                               | 0-0 (5-3 d.c.r.)                                          | D.C. United                                               | Track & Field Stadium (Indianapolis)                                                               |
| 1998     | Chicago Fire                                              | 2-1 (d.t.s.)                                              | Columbus Crew                                             | Soldier Field (Chicago)                                                                            |
| 1999     | Rochester Rhinos                                          | 2-0                                                       | Colorado Rapids                                           | Columbus Crew Stadium (Columbus)                                                                   |
| 2000     | Chicago Fire                                              | 2-1                                                       | Miami Fusion                                              | Soldier Field (Chicago)                                                                            |
| 2001     | L.A. Galaxy                                               | 2-1 (d.t.s.)                                              | N.E. Revolution                                           | Titan Stadium (Fullerton)                                                                          |
| 2002     | Columbus Crew                                             | 1-0                                                       | L.A. Galaxy                                               | Columbus Crew Stadium (Columbus)                                                                   |
| 2003     | Chicago Fire                                              | 1-0                                                       | MetroStars                                                | Giants Stadium (East Rutherford)                                                                   |
| 2004     | K.C. Wizards                                              | 1-0 (d.t.s.)                                              | Chicago Fire                                              | Arrowhead Stadium (Kansas City)                                                                    |
| 2005     | L.A. Galaxy                                               | 1-0                                                       | FC Dallas                                                 | The Home Depot Center (Carson)                                                                     |
| 2006     | Chicago Fire                                              | 3-1                                                       | L.A. Galaxy                                               | Toyota Park (Bridgeview)                                                                           |
| 2007     | N.E. Revolution                                           | 3-2                                                       | FC Dallas                                                 | Pizza Hut Park (Frisco)                                                                            |
| 2008     | D.C. United                                               | 2-1                                                       | Charleston Battery                                        | RFK Stadium (Washington)                                                                           |
| 2009     | Seattle Sounders                                          | 2-1                                                       | D.C. United                                               | RFK Stadium (Washington)                                                                           |
| 2010     | Seattle Sounders                                          | 2-1                                                       | Columbus Crew                                             | Qwest Field (Seattle)                                                                              |
| 2011     | Seattle Sounders                                          | 2-0                                                       | Chicago Fire                                              | CenturyLink Field (Seattle)                                                                        |
| 2012     | Sporting K.C.                                             | 1-1 (3-2 d.c.r.)                                          | Seattle Sounders                                          | Livestrong Sporting Park (Kansas City)                                                             |
| 2013     | D.C. United                                               | 1-0                                                       | Real Salt Lake                                            | Rio Tinto Stadium (Sandy)                                                                          |
| 2014     | Seattle Sounders                                          | 3-1 (d.t.s.)                                              | Philadelphia Union                                        | PPL Park (Chester)                                                                                 |
| 2015     | Sporting K.C.                                             | 1-1 (7-6 d.c.r.)                                          | Philadelphia Union                                        | PPL Park (Chester)                                                                                 |
| 2016     | FC Dallas                                                 | 4-2                                                       | N.E. Revolution                                           | Toyota Stadium (Frisco)                                                                            |
| 2017     | Sporting K.C.                                             | 2-1                                                       | N.Y. Red Bulls                                            | Children's Mercy Park (Kansas City)                                                                |
| 2018     | Houston Dynamo                                            | 3-0                                                       | Philadelphia Union                                        | BBVA Compass Stadium (Houston)                                                                     |
| 2019     | Atlanta United                                            | 2-1                                                       | Minnesota Utd                                             | Mercedes-Benz Stadium (Atlanta)                                                                    |
| 2020     | edizioni non disputate a causa della pandemia di COVID-19 | edizioni non disputate a causa della pandemia di COVID-19 | edizioni non disputate a causa della pandemia di COVID-19 | edizioni non disputate a causa della pandemia di COVID-19                                          |
| 2021     | edizioni non disputate a causa della pandemia di COVID-19 | edizioni non disputate a causa della pandemia di COVID-19 | edizioni non disputate a causa della pandemia di COVID-19 | edizioni non disputate a causa della pandemia di COVID-19                                          |
| 2022     | Orlando City                                              | 3-0                                                       | Sacramento Republic                                       | Exploria Stadium (Orlando)                                                                         |
| 2023     | Houston Dynamo                                            | 2-1                                                       | Inter Miami                                               | Lockhart Stadium (Fort Lauderdale)                                                                 |
| 2024     | Los Angeles FC                                            | 3-1                                                       | Sporting K.C.                                             | Banc of California Stadium (Los Angeles)                                                           |

### Titoli per squadra
| Squadra                    | Titoli | Anno                         |
| -------------------------- | ------ | ---------------------------- |
| Bethlehem Steel            | 5      | 1915, 1916, 1918, 1919, 1926 |
| Maccabi L.A.               | 5      | 1973, 1975, 1977, 1978, 1981 |
| Fall River                 | 4      | 1924, 1927, 1930, 1931       |
| Ukrainian Nationals        | 4      | 1960, 1961, 1963, 1966       |
| N.Y. Greek American        | 4      | 1967, 1968, 1969, 1974       |
| Chicago Fire               | 4      | 1998, 2000, 2003, 2006       |
| Seattle Sounders           | 4      | 2009, 2010, 2011, 2014       |
| Sporting K.C.              | 4      | 2004, 2012, 2015, 2017       |
| St. Louis Shamrocks        | 3      | 1933, 1934, 1935             |
| Pancyprian F.              | 3      | 1980, 1982, 1983             |
| D.C. United                | 3      | 1996, 2008, 2013             |
| Chicago Sparta             | 2      | 1938, 1940                   |
| Brooklyn Hispano           | 2      | 1943, 1944                   |
| Simpkins-Ford              | 2      | 1948, 1950                   |
| N.Y. Americans             | 2      | 1937, 1954                   |
| Harmarville Hurricanes     | 2      | 1952, 1956                   |
| Los Angeles Kickers        | 2      | 1958, 1964                   |
| Elizabeth S.C.             | 2      | 1970, 1972                   |
| St. Louis Kutis            | 2      | 1957, 1986                   |
| Brooklyn Italians          | 2      | 1979, 1991                   |
| Greek-American A.C.        | 2      | 1985, 1994                   |
| LA Galaxy                  | 2      | 2001, 2005                   |
| FC Dallas                  | 2      | 1997, 2016                   |
| Houston Dynamo             | 2      | 2018, 2023                   |
| Brooklyn Field Club        | 1      | 1914                         |
| Fall River Rovers          | 1      | 1917                         |
| Ben Millers                | 1      | 1920                         |
| Brooklyn Robins Dry Dock   | 1      | 1921                         |
| Scullin Steel              | 1      | 1922                         |
| Paterson F.C.              | 1      | 1923                         |
| Shawsheen Indians          | 1      | 1925                         |
| N.Y. Nationals             | 1      | 1928                         |
| New York Hakoah            | 1      | 1929                         |
| N. Bedford Whalers         | 1      | 1932                         |
| German-Americans           | 1      | 1936                         |
| St. Mary's Celtic          | 1      | 1939                         |
| Baltimore S.C.             | 1      | 1940                         |
| Pawtucket F.C.             | 1      | 1941                         |
| Gallatin Sport Club        | 1      | 1942                         |
| Brookhattan                | 1      | 1945                         |
| Chicago Viking A.A.        | 1      | 1946                         |
| Ponta Delgada              | 1      | 1947                         |
| Morgan Strasser            | 1      | 1949                         |
| N.Y. German Hungarian S.C. | 1      | 1951                         |
| Chicago Falcons            | 1      | 1953                         |
| N.Y. Eintracht S.C.        | 1      | 1955                         |
| McIlvaine Canvasbacks      | 1      | 1959                         |
| New York Hungaria          | 1      | 1962                         |
| N.Y. Ukrainians            | 1      | 1965                         |
| New York Hota              | 1      | 1971                         |
| S.Francisco IAC            | 1      | 1976                         |
| New York A.O. Krete        | 1      | 1984                         |
| Wash. C. España            | 1      | 1987                         |
| Busch SC                   | 1      | 1988                         |
| St. Petersburg Kickers     | 1      | 1989                         |
| Chicago Eagles             | 1      | 1990                         |
| San Jose Oaks              | 1      | 1992                         |
| C.D. Mexico                | 1      | 1993                         |
| Richmond Kickers           | 1      | 1995                         |
| Rochester Rhinos           | 1      | 1999                         |
| Columbus Crew              | 1      | 2002                         |
| N.E. Revolution            | 1      | 2007                         |
| Atlanta United             | 1      | 2019                         |
| Orlando City               | 1      | 2022                         |
| Los Angeles FC             | 1      | 2024                         |

### Titoli per stato
| Stati                 | Titoli | Squadre |
| --------------------- | ------ | --- |
| New York              | 26     | N.Y. Greek American (4) Pancyprian F. (3) Brooklyn Hispano (2) Brooklyn Italians (2) N.Y. Americans (2) Brookhattan (1) Brooklyn Field Club (1) St. Mary's Celtic (1) NY German Hungarian S.C. (1) NY Eintracht S.C. (1) New York AO Krete (1) New York Hota (1) New York Hakoah (1) New York Hungaria (1) N.Y. Nationals (1) N.Y. Ukrainians (1) Brooklyn Robins Dry Dock (1) Rochester Rhinos (1) |
| California            | 16     | Maccabi L.A. (5) Greek-American A.C. (2) LA Galaxy (2) Los Angeles Kickers (2) McIlvaine Canvasbacks (1) C.D. Mexico (1) S.Francisco IAC (1) San Jose Oaks (1) Los Angeles FC (1) |
| Pennsylvania          | 14     | Bethlehem Steel (5) Ukrainian Nationals (4) Harmarville Hurricanes (2) Gallatin Sport Club (1) Morgan Strasser (1) German-Americans (1) |
| Missouri              | 12     | St. Louis Shamrocks (3) St. Louis Kutis (2) Simpkins-Ford (2) Ben Millers (1) Busch SC (1) K.C. Wizards (1) Scullin Steel (1) |
| Illinois              | 9      | Chicago Fire (4) Chicago Sparta (2) Chicago Viking A.A. (1) Chicago Eagles (1) Chicago Falcons (1) |
| Massachusetts         | 9      | Fall River (4) Fall River Rovers (1) N. Bedford Whalers (1) N.E. Revolution (1) Ponta Delgada SC (1) Shawsheen Indians (1) |
| Kansas                | 4      | Sporting K.C. (4) |
| Washington            | 4      | Seattle Sounders (4) |
| Distretto di Columbia | 4      | D.C. United (3) Wash. C. España (1) |
| Texas                 | 4      | FC Dallas (2) Houston Dynamo (2) |
| New Jersey            | 3      | Elizabeth S.C. (2) Paterson F.C. (1) |
| Florida               | 2      | St. Petersburg Kickers (1) Orlando City (1) |
| Rhode Island          | 1      | Pawtucket F.C. (1) |
| Maryland              | 1      | Baltimore S.C. (1) |
| Ohio                  | 1      | Columbus Crew (1) |
| Virginia              | 1      | Richmond Kickers (1) |
| Georgia               | 1      | Atlanta United (1) |